# Prettin
Prettin é uma vila e antigo cidade da Alemanha localizada no distrito de Wittenberg, estado de Saxônia-Anhalt.
Pertencia ao Verwaltungsgemeinschaft de Annaburg-Prettin. Desde 1 de janeiro de 2011 é parte do município de Annaburg.